# Le Trésor du lac
Le Trésor du lac (Desperate Intruder) est le 8e épisode de la première saison de la série télévisée Les Sentinelles de l'air. L'ordre de diffusion étant différent de l'ordre de production, il fut le dix-septième épisode réalisé.

## Synopsis
Brains et Tin-tin partent en expédition au lac Anasta afin de retrouver le trésor qui se trouve au fond de celui-ci. Dans le même temps, The Hood les surveille depuis son sous-marin. Brains décide de plonger afin de retrouver le trésor, mais se fait piéger au fond. Les Sentinelles de l'air interviennent, mais auront-elles le temps de sauver Brains et le trésor ?